# Mairata itatiaiensis
Mairata itatiaiensis — вид губоногих багатоніжок родини Geophilidae. Описаний у 2019 році.

## Поширення
Ендемік Бразилії. Поширений на півдні країни.